# Youthquake

Youthquake — другий альбом британського гурту Dead or Alive, що вийшов у травні 1985 року. 
Альбом став комерційним проривом гурту у Європі та США, завдяки їх головному синглу "You Spin Me Round (Like a Record)", який був хітом номер один у Великій Британії та на 20 сходинці у Сполучених Штатах. Деякими не менш популярними синглами з альбому були: "Lover Come Back to Me", "In Too Deep" та "My Heart Goes Bang (Get Me to the Doctor)". Це була перша співпраця Dead or Alive з продюсерською командою Stock Aitken Waterman. Youthquake був перевиданий у Великій Британії на компакт-диску в 1994 році, з двома бонус-треками, які раніше були включені в оригінальний компакт-диск і касетну версію альбому.
Наступні перевидання в США та Японії, додкржувались оригінального вінільного трек-листу.
Альбом посів 9 місце у Великій Британії та був сертифікований золотом BPI за тираж в понад 100 000 примірників. Також альбом 31 місце в США і отримав сертифікат RIAA Gold за продаж у понад 500 000 примірників. У Канаді альбом досяг 8-го місця і став платиновим.
Обкладинку альбому зняв фешн фотограф Маріо Тестіно.

## Трек лист
| Оригінальний список треків CD Великої Британії, та перевидання 1994 року | Оригінальний список треків CD Великої Британії, та перевидання 1994 року | Оригінальний список треків CD Великої Британії, та перевидання 1994 року |
| #                                                                        | Назва                                                                    | Тривалість                                                               |
| ------------------------------------------------------------------------ | ------------------------------------------------------------------------ | ------------------------------------------------------------------------ |
| 1.                                                                       | «You Spin Me Round (Like a Record)»                                      | 3:20                                                                     |
| 2.                                                                       | «I Wanna Be a Toy»                                                       | 3:57                                                                     |
| 3.                                                                       | «DJ Hit That Button»                                                     | 3:27                                                                     |
| 4.                                                                       | «In Too Deep»                                                            | 4:09                                                                     |
| 5.                                                                       | «Big Daddy of the Rhythm»                                                | 3:24                                                                     |
| 6.                                                                       | «You Spin Me Round (Like a Record)» (Performance Mix)                    | 7:25                                                                     |
| 7.                                                                       | «Cake and Eat It»                                                        | 4:41                                                                     |
| 8.                                                                       | «Lover Come Back to Me»                                                  | 3:07                                                                     |
| 9.                                                                       | «My Heart Goes Bang (Get Me to the Doctor)»                              | 3:10                                                                     |
| 10.                                                                      | «It's Been a Long Time»                                                  | 8:02                                                                     |
| 11.                                                                      | «Lover Come Back to Me» (Extended Mix)                                   | 5:24                                                                     |

- Оригінальний вініл, оригінальний американський компакт-диск та оригінальний випуск компакт-дисків Японії - це лише 9 композицій, опускаючи треки 6 (ремікс) та 11 (розширений мікс)

## Чарти
| Чарт (1985)                    | Вища сходинка |
| ------------------------------ | ------------- |
| Australia (Kent Music Report)  | 17            |
| Canadian RPM Top Albums/CDs    | 8             |
| Dutch Music Charts             | 37            |
| Media Control Charts           | 14            |
| New Zealand RIANZ Albums Chart | 43            |
| Oricon Japanese Albums Chart   | 31            |
| Swedish Albums Chart           | 29            |
| Swiss Music Charts             | 10            |
| UK Albums Chart                | 9             |
| U.S. Billboard 200             | 31            |

## Персонал
- Піт Бернс – вокал
- Майк Персі – Бас гітара, гітара
- Тім Левер – Клавіші
- Стів Кой – Барабани

додатковий персонал
- Філ Хардінг – мікс, зведення
- Саторі – дизайн
- Маріо Тестіно – фотограф